# Automerella
Automerella (лат.) — род чешуекрылых из семейства павлиноглазок и подсемейства Hemileucinae.

## Описание
Среднегрудь и заднегрудь покрыты длинными ланцетными чешуйками

## Систематика
В 1949 году Чарлз Миченер описал Automerella в ранге подрода в составе рода Automeris, а в 1974 году Клод Лемер повысил его статус до самостоятельного рода. В состав рода входят три вида:
- Automerella flexuosa (Felder, 1874)
- Automerella mendosa (Gmelin, 1790)
- Automerella miersi Lemaire & Mielke, 1998

## Распространение
Встречаются только на юго-востоке Бразилии и, вероятно, в Аргентине.